# ديانا تستحم
ديانا تستحم هي لوحة زيتية للرسام الفرنسي فرانسوا بوشيه رسمها في عام 1742. اللوحة معروضة حالياً في متحف اللوفر منذ عام 1852.